# Mistrzostwa Polski w Tenisie Stołowym 1982
Mistrzostwa Polski w Tenisie Stołowym 1982 – 50. edycja mistrzostw, która odbyła się w okresie 1982 roku w Rzeszowie.

## Medaliści
| Konkurencja             | Złoty                                                                         | Srebrny                                                       | Brązowy                                                                |
| Gra pojedyncza mężczyzn | Andrzej Grubba (AZS Gdańsk)                                                   | Stefan Dryszel (AZS Gliwice)                                  | Krzysztof Piechaczek (Górnik Czerwionka)                               |
| Gra pojedyncza kobiet   | Ewa Poźniak (Siarka Tarnobrzeg)                                               | Ewa Brzezińska (LUKS Chełmno)                                 | Małgorzata Urbańska-Turalska (Włókniarz Łódź)                          |
| Gra podwójna mężczyzn   | Stefan Dryszel (AZS Gliwice) Andrzej Jakubowicz (AZS Gdańsk)                  | Andrzej Grubba (AZS Gdańsk) Leszek Kucharski (AZS Gdańsk)     | Adam Dynowski (Pogoń Lębork) Roman Sitek (GKS Jastrzębie-Zdrój)        |
| Gra podwójna kobiet     | Ewa Poźniak (Siarka Tarnobrzeg) Małgorzata Urbańska-Turalska (Włókniarz Łódź) | Danuta Ochędzan (AZS Gliwice) Anna Dziubla (AZS Gliwice)      | Jolanta Szatko (Banda Kraków) Katarzyna Calińska (Spójnia Warszawa)    |
| Gra mieszana            | Andrzej Grubba (AZS Gdańsk) Ewa Poźniak (Siarka Tarnobrzeg)                   | Andrzej Jakubowicz (AZS Gdańsk) Jolanta Szatko (Banda Kraków) | Dariusz Kabaciński (Burza Wrocław) Małgorzata Wójcik (Lewart Lubartów) |